# 85197 Ginkgo
85197 Ginkgo este un asteroid din centura principală de asteroizi.

## Descriere
85197 Ginkgo este un asteroid din centura principală de asteroizi. A fost descoperit pe 5 octombrie 1991 la Tautenburg de Freimut Börngen și Lutz Dieter Schmadel. Asteroidul prezintă o orbită caracterizată de o semiaxă mare de 2,19 ua, o excentricitate de 0,15 și o înclinație de 2,6° în raport cu ecliptica.